# Heritage Foundation
Heritage Foundation är en amerikansk konservativ tankesmedja i Washington, D.C., grundad 1973. Heritages syfte är (fritt översatt) att "formulera och befrämja konservativ ideologi och politik byggd på principerna om fritt företagande, begränsad statsmakt, individuell frihet, traditionella amerikanska värderingar och ett starkt nationellt försvar". 
Stiftelsen växte fram till en ledande roll i den konservativa rörelsen under Ronald Reagans presidentskap, vars politik omfattade betydande influenser från Heritage. Sedan dess fortsätter tankesmedjan påverka amerikansk politik, och räknas som en av de mest inflytelserika konservativa lobbyorganisationerna i USA.